# John Michael Talbot
John Michael Talbot, född 8 maj 1954 i Oklahoma City, Oklahoma, är en amerikansk romersk-katolsk sångare och gitarrist. Han är katolska kyrkans största inspelningsartist med över 50 album. Han grundade klosterorden The Brothers and Sisters of Charity, som är lokaliserad i Eureka Springs, Arkansas.

## Diskografi
Studioalbum med Mason Proffit
- Wanted (1969)
- Movin' Toward Happiness (1971)
- Last Night I Had the Strangest Dream (1971)
- Rockfish Crossing (1972)
- Bare Back Rider (1973)

Soloalbum
- Reborn (1972) (med Terry Talbot)
- The Talbot Brothers (med Terry Talbot)
- Firewind (1976) (med Terry Talbot)
- John Michael Talbot (1976)
- The New Earth (1977)
- The Lord's Supper (1979)
- Beginnings / The Early Years (1980)
- Come to the Quiet (1980)
- The Painter (1980) (med Terry Talbot)
- For the Bride (1981)
- Troubadour of the Great King (1981)
- Light Eternal (1982)
- Songs For Worship Vol. 1 (1982)
- No Longer Strangers (1983) med Terry Talbot
- The God of Life (1984)
- Songs For Worship Vol. 2 (1985)
- The Quiet (1985)
- Be Exalted (1986)
- Empty Canvas (1986)
- The Heart of the Shepherd (1987)
- Quiet Reflections (1987)
- The Regathering (1988)
- Master Collection (1988)
- The Lover and the Beloved (1989)
- Come Worship the Lord Vol. 1 (1990)
- Come Worship the Lord Vol. 2 (1990)
- Hiding Place (1990)
- The Birth of Jesus: A Celebration of Christmas (1990)
- The Master Musician (1992)
- Meditations in the Spirit (1993)
- Meditations from Solitude (1994)
- Chant from the Hermitage (1995)
- The John Michael Talbot Collection (1995)
- The Talbot Brothers Collection (1995)
- Brother to Brother (1996) (med Michael Card)
- Our Blessing Cup (1996)
- The Early Years (1996)
- Troubadour for the Lord (1996)
- Table of Plenty (1997)
- Hidden Pathways (1998)
- Pathways of the Shepherd (1998)
- Pathways to Solitude (1998)
- Pathways to Wisdom (1998)
- Quiet Pathways (1998)
- Spirit Pathways (1998)
- Cave of the Heart (1999)
- Simple Heart (2000)
- Wisdom (2001)
- Signatures (2003)
- City of God (2005)
- Monk Rock (2005)
- The Beautiful City (2006)
- Living Water 50th (2007)
- Troubadour Years (2008)
- Worship and Bow Down (2011)
- The Inner Room (2016)